# Wapen van Drentse Aa

Het wapen van Drentse Aa

Het wapen van Drentse Aa werd op 1 augustus 1962 per Koninklijk Besluit aan het Drentse waterschap de Drentse Aa toegekend. Het wapen bleef tot 1995 in gebruik omdat het waterschap opging in het nieuwe waterschap Hunze en Aa's.
In het wapen zijn meerdere symbolische wapenstukken aangebracht. Het belangrijkste is de in het midden geplaatste golvende paal die de Drentsche Aa voorstelt. De twee naastgelegen palen zijn de oevers van de beek. Het waterschap lag grotendeels in de gemeenten Rolde en Anloo. De handen zijn afkomstig uit het wapen van Rolde en de sleutels uit dat van Anloo.

## Blazoenering
De blazoenering van het wapen luidde als volgt:
In keel een golvende paal van goud, beladen met een eveneens golvende staak van azuur ter breedte van een derde gedeelte van de paal; de paal aan weerszijden vergezeld van een tot de eed opgeheven hand en van een sleutel, de baard naar beneden en naar de rand van het schild gericht, de steel naar boven eindigend in een geknopte malie waarbinnen een kruis, de hand en sleutel paalsgewijze geplaatst en van goud. Aan de rechterzijde de hand boven geplaatst en de sleutel onder, ter linkerzijde deze figuren in omgekeerde rangschikking. Het schild gedekt met een gouden kroon van drie bladeren en twee paarlen.
Het wapen is rood van kleur met daarin een verticale, golvende baan van goud met daarop een eveneens golvende maar nu blauwe baan. Deze laatste is een derde van de breedte van de eerste. Aan weerszijden van de paal een gouden hand en een gouden sleutel. De beide handen zijn rechterhanden en houden de wijs- en middelvingers gestrekt; de duimen wijzen naar de ringvingers. Van de sleutels wijzen de baarden, de delen die in het slot gaan, naar beneden. Van beide sleutels wijzen de baarden naar de randen van het schild. Boven de stelen geknopte maliën met daarin een kruis. Op het schild een gouden gravenkroon.

## Overeenkomstige wapens

Het wapen van Anloo
Het wapen van Rolde